# Upper Austria Ladies Linz 2018 - Qualificazioni singolare
Le qualificazioni del singolare femminile dell'Upper Austria Ladies Linz 2018 sono state un torneo di tennis preliminare per accedere alla fase finale della manifestazione. Le vincitrici dell'ultimo turno sono entrate di diritto nel tabellone principale. In caso di ritiro di una o più giocatrici aventi diritto a queste sono subentrati le lucky loser, ossia le giocatrici che hanno perso nell'ultimo turno ma che avevano una classifica più alta rispetto alle altre partecipanti che avevano comunque perso nel turno finale.

## Testa di serie
1. Anna Karolína Schmiedlová (qualificata)
2. Mona Barthel (primo turno)
3. Carina Witthöft (primo turno)
4. Viktorija Golubic (ultimo turno)
5. Olga Danilović (primo turno)
6. Anna Blinkova (qualificata)

1. Kristýna Plíšková (ultimo turno, lucky loser)
2. Arantxa Rus (primo turno)
3. Fiona Ferro (qualificata)
4. Natal'ja Vichljanceva (ultimo turno)
5. Mandy Minella (ultimo turno)
6. Vitalija D'jačenko (ultimo turno)

## Qualificate
1. Anna Karolína Schmiedlová
2. Ekaterina Aleksandrova
3. Valentini Grammatikopoulou

1. Fiona Ferro
2. Jil Teichmann
3. Anna Blinkova

### Lucky Loser
1. Kristýna Plíšková

## Tabellone

### Legenda
| - Q = Qualificato - WC = Wild card - LL = Lucky loser | - ALT = Alternate - SE = Special Exempt - PR = Protected Ranking | - w/o = Walkover - r = Ritirato - d = Squalificato |

### Sezione 1
|  | Primo turno | Primo turno               | Primo turno           | Primo turno | Primo turno |  |  | Ultimo turno | Ultimo turno              | Ultimo turno              | Ultimo turno | Ultimo turno |  |
|  |             |                           |                       |             |             |  |  |              |                           |                           |              |              |  |
|  | 1           | Anna Karolína Schmiedlová | 6                     | 3           | 6           |  |  |              |                           |                           |              |              |  |
|  |             | Tamara Korpatsch          | 3                     | 6           | 0           |  |  | 1            | Anna Karolína Schmiedlová | Anna Karolína Schmiedlová | 6            | 6            |  |
|  |             | Anna Kalinskaja           | Anna Kalinskaja       | 1           | 2           |  |  | 10           | Natal'ja Vichljanceva     | Natal'ja Vichljanceva     | 1            | 2            |  |
|  | 10          | Natal'ja Vichljanceva     | Natal'ja Vichljanceva | 6           | 6           |  |  |              |                           |                           |              |              |  |

### Sezione 2
|  | Primo turno | Primo turno            | Primo turno            | Primo turno | Primo turno |  |  | Ultimo turno | Ultimo turno           | Ultimo turno           | Ultimo turno | Ultimo turno |  |
|  |             |                        |                        |             |             |  |  |              |                        |                        |              |              |  |
|  | 2           | Mona Barthel           | Mona Barthel           | 2           | 1           |  |  |              |                        |                        |              |              |  |
|  |             | Ekaterina Aleksandrova | Ekaterina Aleksandrova | 6           | 6           |  |  |              | Ekaterina Aleksandrova | Ekaterina Aleksandrova | 6            | 6            |  |
|  | WC          | Mavie Österreicher     | Mavie Österreicher     | 3           | 1           |  |  | 11           | Mandy Minella          | Mandy Minella          | 1            | 0            |  |
|  | 11          | Mandy Minella          | Mandy Minella          | 6           | 6           |  |  |              |                        |                        |              |              |  |

### Sezione 3
|  | Primo turno | Primo turno                | Primo turno        | Primo turno | Primo turno |  |  | Ultimo turno | Ultimo turno               | Ultimo turno               | Ultimo turno | Ultimo turno |  |
|  |             |                            |                    |             |             |  |  |              |                            |                            |              |              |  |
|  | 3           | Carina Witthöft            | 7                  | 2           | 3           |  |  |              |                            |                            |              |              |  |
|  |             | Valentini Grammatikopoulou | 62                 | 6           | 6           |  |  |              | Valentini Grammatikopoulou | Valentini Grammatikopoulou | 6            | 7            |  |
|  | WC          | Melanie Klaffner           | Melanie Klaffner   | 1           | 64          |  |  | 12           | Vitalija D'jačenko         | Vitalija D'jačenko         | 2            | 5            |  |
|  | 12          | Vitalija D'jačenko         | Vitalija D'jačenko | 6           | 7           |  |  |              |                            |                            |              |              |  |

### Sezione 4
|  | Primo turno | Primo turno           | Primo turno      | Primo turno | Primo turno |  |  | Ultimo turno | Ultimo turno      | Ultimo turno | Ultimo turno | Ultimo turno |  |
|  |             |                       |                  |             |             |  |  |              |                   |              |              |              |  |
|  | 4           | Viktorija Golubic     | 7                | 63          | 7           |  |  |              |                   |              |              |              |  |
|  |             | Georgina García Pérez | 64               | 7           | 64          |  |  | 4            | Viktorija Golubic | 4            | 6            | 3            |  |
|  | WC          | Nadja Ramskogler      | Nadja Ramskogler | 1           | 1           |  |  | 9            | Fiona Ferro       | 6            | 3            | 6            |  |
|  | 9           | Fiona Ferro           | Fiona Ferro      | 6           | 6           |  |  |              |                   |              |              |              |  |

### Sezione 5
|  | Primo turno | Primo turno     | Primo turno | Primo turno | Primo turno |  |  | Ultimo turno | Ultimo turno    | Ultimo turno | Ultimo turno | Ultimo turno |  |
|  |             |                 |             |             |             |  |  |              |                 |              |              |              |  |
|  | 5           | Olga Danilović  | 3           | 6           | 1           |  |  |              |                 |              |              |              |  |
|  |             | Tereza Smitková | 6           | 1           | 6           |  |  |              | Tereza Smitková | 4            | 6            | 3            |  |
|  |             | Jil Teichmann   | 68          | 7           | 6           |  |  |              | Jil Teichmann   | 6            | 1            | 6            |  |
|  | 8           | Arantxa Rus     | 7           | 6           | 4           |  |  |              |                 |              |              |              |  |

### Sezione 6
|  | Primo turno | Primo turno       | Primo turno       | Primo turno | Primo turno |  |  | Ultimo turno | Ultimo turno      | Ultimo turno      | Ultimo turno | Ultimo turno |  |
|  |             |                   |                   |             |             |  |  |              |                   |                   |              |              |  |
|  | 6           | Anna Blinkova     | 6                 | 3           | 6           |  |  |              |                   |                   |              |              |  |
|  |             | Antonia Lottner   | 4                 | 6           | 4           |  |  | 6            | Anna Blinkova     | Anna Blinkova     | 6            | 6            |  |
|  |             | Irina Bara        | Irina Bara        | 4           | 3           |  |  | 7/WC         | Kristýna Plíšková | Kristýna Plíšková | 1            | 2            |  |
|  | 7/WC        | Kristýna Plíšková | Kristýna Plíšková | 6           | 6           |  |  |              |                   |                   |              |              |  |